# Облом (архитектура)
Обло́м или мулю́ра (от фр. moulure) — в архитектуре и декоративно-прикладном искусстве — «лепные» детали из гипса, которые на самом деле отливают в заранее приготовленную форму из жидкой смеси гипса с наполнителем: песком, мраморной крошкой, иногда с красителем. Такую смесь называют стукко, или скальола.
Обобщённо искусство профилировки, изготовления накладных, отдельно отформованных архитектурных деталей называют моденатурой (итал. modano — образец, модель). Искусство моденатуры зародилось в архаической Греции и Италии. Древние эллины, жители Крита, Микен и этруски в Италии отливали рельефы из смеси гипса, извести и песка с водой. После застывания их расписывали минеральными красками и монтировали в деревянную строительную конструкцию. Фрагменты подобных строений реконструированы в музее древних этрусков Виллы Джулия в Риме.
Позднее, в классической архитектуре, мулюрами не совсем точно стали называть любые декоративные детали: профили, обломы, в том числе из дерева или терракоты, которые изготовляют отдельно, а затем прикрепляют к стене здания. Во Франции в XVII веке архитектурные детали, облицовочные плиты, элементы орнамента, вазоны, балюстрады отминали в формы из смеси толчёного известняка с кирпичной крошкой и углем и с известью в качестве связующего вещества. Такие детали называли «камни Лебрена» (pierres de Lebrun), по имени Шарля Лебрена, первого живописца и декоратора короля Людовика XIV, возглавлявшего Королевскую академию живописи и скульптуры.
Лепнину золочёных картинных рам (также из гипса на деревянной основе) в XVIII—XIX веках называли искажённо «молюр».

## История
Искусство моденатуры зародилось в архаической Греции и Италии. Древние эллины, жители Крита, Микен и этруски в Италии отливали рельефы из смеси гипса, извести и песка с водой. После застывания их расписывали минеральными красками и монтировали в деревянную строительную конструкцию. Фрагменты подобных строений реконструированы в музее древних этрусков Виллы Джулия в Риме.
Позднее, в классической архитектуре, мулюрами стали называть любые декоративные детали: профили, в том числе из дерева или терракоты, которые изготовляют отдельно, а затем прикрепляют к стене здания. Во Франции в XVII веке архитектурные детали, облицовочные плиты, элементы орнамента, вазоны, балюстрады отминали в формы из смеси толчёного известняка с кирпичной крошкой и углем и с известью в качестве связующего вещества. Такие детали называли «камни Лебрена» (pierres de Lebrun), по имени Шарля Лебрена, первого живописца и декоратора короля Людовика XIV, возглавлявшего Королевскую академию живописи и скульптуры.
Лепнину золочёных картинных рам (также из гипса на деревянной основе) в XVIII—XIX веках называли искажённо «молюр».

## Украшения обломов
В античной архитектуре прямолинейные обломы украшали рельефным геометрическим орнаментом, называемым порезкой, а криволинейные — растительным. Например, полки декорировали меандром; валики — «бусами» или жемчужником (перлами), гуськи и каблучки — листиками, а четвертные валы — овами или иониками. Порезки выполняли на обломах резьбой по камню или формовкой из гипса и других материалов. Профиль s-образной тяги в верхней части ордерного карниза принято называть киматием.

## Типы обломов
Классические архитектурные обломы делятся на прямолинейные и криволинейные. К прямолинейным архитектурным обломам принадлежат полка и полочка (прямоугольные и трапециевидные выступы) и плинт (прямоугольная база колонны или выступ стены). Криволинейные архитектурные обломы, в свою очередь, делятся на простые (очерченные из одного центра) и сложные (очерченные из двух центров). К простым архитектурным обломам принадлежит вал, валик и четвертной вал (выпуклая половина или четверть круга) и выкружка (вогнутая четверть круга). К сложным архитектурным обломам принадлежат: дорический киматий или «гусёк», ионический киматий или «каблучок», «ястребиный клюв» (слезник). Соединение полки с валиком образует астрагал.
По поперечному сечению выделяются следующие типы обломов (нумерация соответствует иллюстрации справа):
1. поясок — облом прямоугольного сечения
2. пояс — облом более широкого прямоугольного сечения
3. валик — составная часть астрагала, облом полукруглого сечения, декорируется бусами или жемчужником
4. вал, или торус, — облом, имеющий в сечении полуокружность
5. четвертной вал (прямой) — облом, имеющий сечение в виде четверти окружности, обращённый вниз
6. обратный четвертной вал — облом, имеющий сечение в виде четверти окружности, обращённый вверх
7. каблучок,
8. обратный каблучок с выпуклым сечением внизу, используется в базах колонн и цоколях
9. гусёк — (лат. cyma recta) облом двойного S-образного сечения, имеющий выкружку (вогнутую часть в четверть окружности) вверху, а внизу — такую же выпуклую. В античности использовался в карнизах, отводящих сток дождевой воды от стен
10. обратный гусёк — (лат. cyma reversa), или каблучок, в котором верхняя часть выпуклая, а нижняя — вогнутая. Использовался в дорическом ордере
11. выкружка — вогнутый профиль в четверть окружности; прямая выкружка, сечение, в котором дуга расположена выше центра окружности
12. обратная выкружка — вогнутый профиль в четверть окружности, в котором дуга расположена ниже центра окружности
13. жёлоб — любое сечение, имеющее вогнутую часть окружности
14. скоция (scotia — затемнённая) — облом, представляющий собой в поперечном сечении двойную асимметричную выкружку (вогнутый профиль), состоящий из двух четвертей окружностей разных радиусов. В сочетании с астрагалом на базе колонны такая форма называется трохилусом.
15. астрагал — сложный профиль, состоящий из полуовала, расположенного над полочкой, завершающей выкружку. Иногда, как на иллюстрации, выкружка в определение астрагала не включается.
16. полочка — облом, образованный сочетанием пояска и выкружки. В конце XIX века полочкой называли[8] современный поясок.

## Черчение обломов
Обломы вычерчивают с помощью циркуля и линейки. Сочетание нескольких обломов в одной форме называют сложным профилем. Обломы бывают прямолинейные и криволинейные, прямые и обратные. Те же архитектурные детали, рассматриваемые в массе (объёме) так и называют: обломы в массе, или моденатура (итал. modanatura, от итал. modano — образец, модель). Такие модели, отлитые в гипсе (обычно с наполнителем), именуются мулюрой, в просторечии — лепниной.
В популярных словарях закрепилось отождествление терминов, различных по смыслу и происхождению: «облом» и «мулюра». Мулюра (фр. moulure, от mouler — лепить, отливать; англ. moulding) — в архитектуре и декоративно-прикладном искусстве — не проекция на плоскости чертежа, а обобщённое название объёмных, трёхмерных деталей, которые на самом деле, вопреки этимологии, не лепят, а формуют в мастерской или на строительной площадке, обычно литьём в заранее приготовленные формы из дерева или гипса из жидкой смеси гипса с наполнителем: песком, мраморной крошкой, иногда с красителем. Такую смесь называют стукко, или скальола. «Мулюры» затем прикрепляют к стене здания на металлических штырях (чаще так изготавливают фигурные карнизы или выносные плиты). В редких случаях их дорабатывают резьбой или росписью. В современном строительстве для облегчения работ делают полые профили «наброской» цементом с использованием деревянных шаблонов или изготавливают из фигурного металла или пластика и также прикрепляют к стене. Различия в материале маскируют окраской.